# دیس‌ماهی قرمز
دیس‌ماهی قرمز، دیسکوس قرمز یا دیس‌ماهی هکل (نام علمی: Symphysodon discus)، گونه‌ای از سیکلیدهای بومی حوضه آمازون کشور برزیل است که در رودهای ریو نگرو پایین، ئوآتومای بالا، نهاموندا، ترومبتاس و آباکاسیس یافت می‌شود.
این گونه اساساً به زیستگاه‌های آب سیاه با دمای بالای ۲۶–۳۲ درجه سلسیوس (۷۹–۹۰ درجه فارنهایت) و pH پایین ۴٫۲–۵٫۲ محدود می‌شود.
طول دیس‌ماهی قرمز تا ۲۰ سانتیمتر (۷٫۹ اینچ) SL نیز می‌رسد.
این گونه را می‌توان در تجارت آکواریوم نیز یافت.

## مراقبت والدین
بچه ماهی‌های کوچک این ماهی از مخاط ترشح شده از پوست والدین خود تغذیه می‌کنند.